# Zialony (obwód mohylewski)
Zialony (biał. Зялёны; ros. Зелёный) – osiedle na Białorusi, w obwodzie mohylewskim, w rejonie mohylewskim, w sielsowiecie Zawadskaja Słabada.